# رابرت لوین
رابرت لوین (انگلیسی: Robert Lewin؛ زاده ۲۳ دسامبر ۱۹۱۸ درگذشته ۱۷ مهٔ ۲۰۰۴) یک نیکوکاری اهل لهستان بود.